# Encefalite limbica
L'encefalite limbica è una forma di encefalite, ovvero un'infiammazione dell'encefalo. L'encefalite limbica è una patologia autoimmune: un'anomala condizione in cui l'organismo produce anticorpi contro se stesso. Nonostante il nome di "encefalite limbica", essa è raramente limitata al sistema limbico e vari studi post-mortem hanno dimostrato un coinvolgimento di altre parti del cervello. La patologia fu per la prima volta descritta da Brierley e altri nel 1960, mentre il suo collegamento col cancro fu notato per la prima volta nel 1968 e confermato successivamente.
L'encefalite limbica si caratterizza per l'esordio acuto-subacuto di una sindrome cerebrale organica che si manifesta nell'arco di giorni-settimane. Il quadro tipico è rappresentato da disturbi affettivi, generalmente ansia o depressione severe, alterazioni comportamentali e di personalità, irritabilità, allucinazioni, attacchi epilettici parziali o generalizzati e deficit mnesici (di memoria) talora fino al quadro di franca demenza. Nel 60% dei casi, la sindrome neurologica precede la diagnosi di neoplasia, mediamente di 3-5 mesi. Le neoplasie più frequentemente associate sono:
- il tumore del polmone (50%, soprattutto nella variante a piccole cellule),
- il tumore dei testicoli (20%),
- il tumore alla mammella (8%).

Più raramente si riscontrano il linfoma di Hodgkin, il teratoma, il timoma e i tumori di vescica, colon e rene.
Gli anticorpi che più frequentemente vengono riconosciuti come responsabili sono gli anti-Hu, gli anti-Ma2 e, più recentemente descritti, gli anti-NMDAR.
1. Gli anticorpi anti-Hu si riscontrano nell'encefalopatia limbica con insorgenza in pazienti di età superiore ai 40 anni, fumatori e con tumore a piccole cellule del polmone, e in genere si ha il coinvolgimento anche di altre aree del sistema nervoso (encefalomielite paraneoplastica).
2. Gli anticorpi anti-Ma2 sono presenti soprattutto in maschi di età inferiore ai 40 anni, con tumore testicolare. Viene interessato sia il sistema libico, con crisi epilettiche e alterazioni psichiatriche, sia il diencefalo, con eccessiva sonnolenza diurna, narcolessia, diabete insipido, calo della libido, aumento ponderale e deficit degli ormoni ipotalamici, sia il tronco encefalico, con paralisi dello sguardo verticale, oftalmoplegia, parkinsonismo, diplopia, disfagia, disartria e lieve instabilità nella marcia,
3. Gli anticorpi anti-NMDAR sono diretti contro antigeni superficiali (anti-Hu e anti-Ma2 sono invece diretti contro antigeni intracellulari) e si riscontrano più spesso in giovani donne con teratoma ovarico. Il quadro clinico prevede una prima fase classica, con sintomi psichiatrici, crisi epilettiche e alterazioni comportamentali, e una seconda fase più severa, con alterazione dello stato di coscienza, instabilità autonomica, discinesie e ipoventilazione centrale, che può portare ad un quadro di insufficienza respiratoria.